# والدو پونس
والدو پونس (اسپانیایی: Waldo Ponce‎؛ زادهٔ ۴ دسامبر ۱۹۸۲) یک بازیکن فوتبال اهل شیلی است.

## تیم ملی
وی همچنین در تیم ملی فوتبال شیلی بازی کرده است.